# Voßhöfen

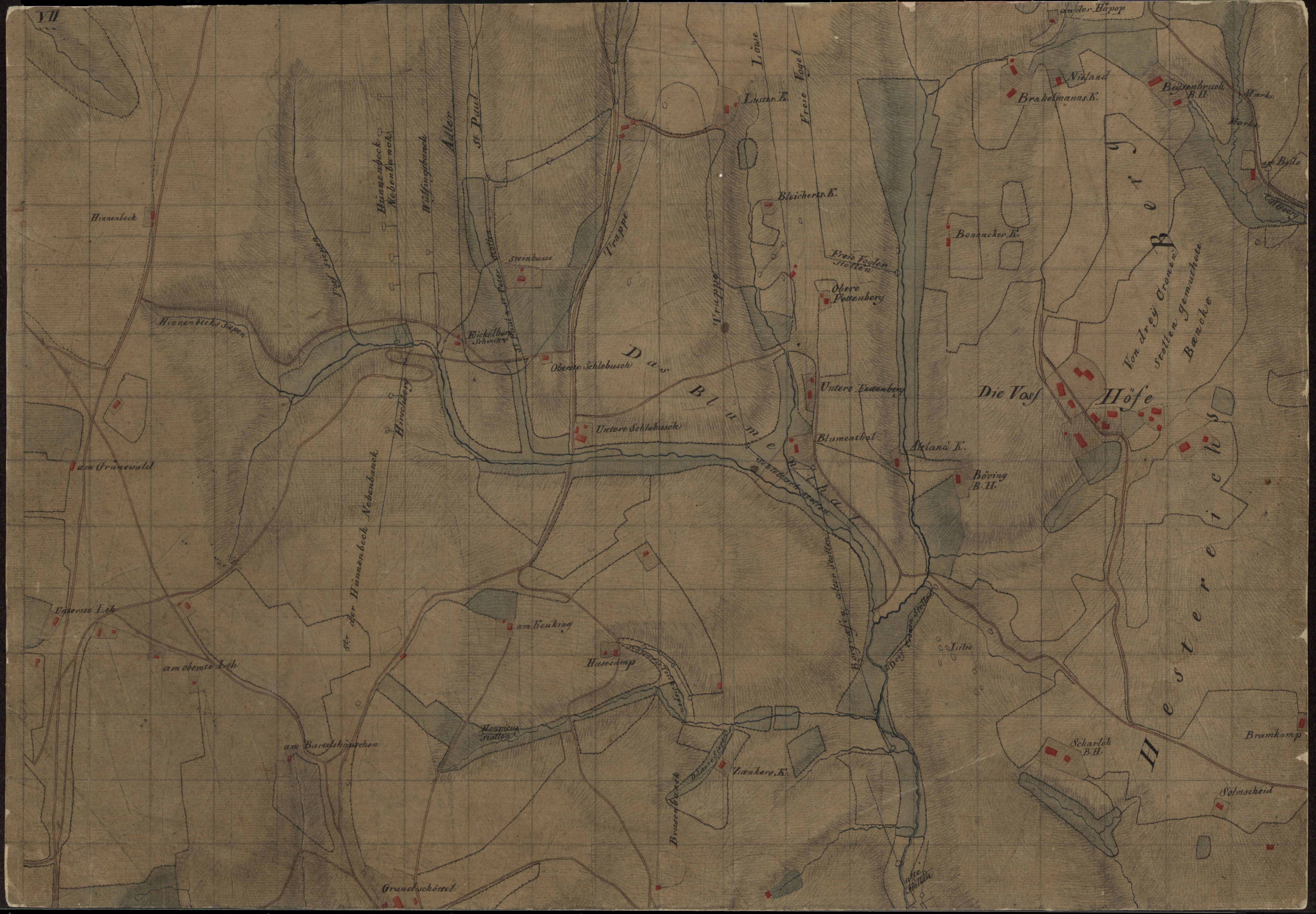
Niemeyersche Karte, 1787

Voßhöfen ist eine Ortschaft im Stadtteil Esborn von Wetter (Ruhr). Sie liegt am Höstreichberg und an dem Wanderweg Drei-Dörfer-Weg.